# 山田敬士
山田 敬士（やまだ けいし、1997年9月18日 - ）は、中央競馬（JRA）・美浦トレーニングセンターに所属していた元騎手。東京都出身。

## 来歴
小学3年生だった2006年にディープインパクトが引退の花道を飾った有馬記念をテレビで観戦し、武豊に憧れを抱く。中学校では乗馬クラブに通ったが、中学3年時に受験したJRA競馬学校の試験には一次試験（学科と面接）で不合格となる。馬術部のある東京都立農芸高等学校に進学したが、2回目の受験でも面接で上手く回答できず頭が真っ白になり、一次試験で不合格になってしまう。その後はトレーニングに綱登りを取り入れるなど、フィジカル面での強化に励み、高校2年生時に3度目の挑戦で競馬学校に合格する。
2018年2月に競馬学校を卒業（34期生）。母子家庭育ちであり、競馬学校卒業時には「今まで母親には苦労をかけてきたので、今後はジョッキーとして恩返しをしたい。それと、弟2人の学費を出してあげたい」と抱負を語った。3月に同年の新人では唯一の美浦所属騎手として小桧山悟厩舎からデビュー。同年4月14日の福島6Rをイペルラーニオで制し、初騎乗から31戦目でJRA初勝利を挙げた。同年10月13日に後述のミスにより、翌日から2019年1月13日まで3ヶ月間の騎乗停止処分を受けた。
2019年1月24日、笠松競馬場のゴールドジュニアでエリアントに騎乗して重賞初挑戦の予定だったが、返し馬で放馬して競走除外となってしまった。人馬ともに怪我はなかった。
2020年4月11日、ニュージーランドトロフィーでシャチに騎乗して重賞初騎乗を果たすと、同年12月20日には朝日杯フューチュリティステークスでビゾンテノブファロに騎乗し、GI初騎乗を果たす。
2023年3月21日付でフリーとなった。しかし同年9月に調教中に負傷し休業、回復が見込めない事から同年10月26日付で本人申請により騎手免許を取り消し、引退となった。

## 競走距離誤認による出来事とその後のエピソード
2018年10月13日の新潟6R（3歳以上500万下）において、北所直人が所有する競走馬で2番人気のペイシャエリートに騎乗した。レースはダート2500mの長丁場で、スタートから先手を取ったが、直線に入ったことでまだ1周以上の距離があるのに短距離のレースと誤認した山田は1周目のスタンド前直線で突如鞭を入れて必死に追う動作を見せる。そのまま後続に差をつけて1周目のゴール板を通過すると、大きく外に誘導して減速し、内を通る後続馬に次々と追い抜かされてしまう。レースがまだ続いていることに気付いた山田は慌てて隊列に戻ったものの、1着から4秒8離された最下位に終わった。
レース終了後、JRAより山田がレースの距離を誤認したことが正式に発表された。この前代未聞の出来事により、翌日の10月14日より「裁定委員会の議定があるまで」の騎乗停止処分が課された。距離の誤認による騎乗停止はJRA史上初の珍事であった。11月7日、JRAの裁定委員会は山田が騎手としての注意義務を著しく怠ったものと認め、日本中央競馬会競馬施行規程第147条第19号が定める「競馬の公正確保について業務上の注意義務に違反した者」に該当するとして、レース翌日から2019年1月13日までの3ヶ月間の騎乗停止処分を決定した。
当時の週刊朝日の報道によれば、山田は「距離が2500mであることをレース前から認識していたものの、調教師から『絶対、ハナ行け（先行して逃げろ）』と指示をされたことで逃げることに必死になり、1周目の4コーナーを回った時点でまだ周回が残っていることが頭から飛んでしまった」と説明しているという。
騎乗停止解除時期が3日間開催の2日目であったため、解除翌日の1月14日の騎乗で復帰。復帰第1号は中山3Rのペイシャラトゥールであり、問題となったペイシャエリートと同じ北所の所有馬での復帰となった。これは、注意義務違反の処分を受けた際に、山田は迅速に調教師の小桧山と同伴ながらも北所に直接面会した上でこの件を謝罪し、北所もその反省と謝罪を受け入れ、さらに迅速な対応をした返礼として、山田の復帰日に北所がもう一度騎乗のチャンスを与えようとの計らいによるものであった。
さらに両者の関係はこれだけには留まらず、同年2月10日の騎乗において東京7Rのペイシャボムで復帰後初勝利となった。その前の勝利も北所所有の競走馬であるペイシャリルキス（2018年9月23日中山1R）であり、またデビュー当初・距離誤認以前より引退まで終始北所の所有馬における主戦騎手を務めていたなど、縁が深い関係である。

## 騎乗成績

### 概要
|            | 日付           | 競馬場・開催    | 競走名                           | 馬名               | 頭数 | 人気 | 着順 |
| ---------- | -------------- | --------------- | -------------------------------- | ------------------ | ---- | ---- | ---- |
| 初騎乗     | 2018年3月3日   | 2回中山3日目1R  | 3歳未勝利                        | バロンボーテ       | 16頭 | 12   | 14着 |
| 初勝利     | 2018年4月14日  | 1回福島3日目6R  | 3歳未勝利                        | イペルラーニオ     | 16頭 | 4    | 1着  |
| 重賞初騎乗 | 2020年4月11日  | 3回中山5日目11R | ニュージーランドトロフィー       | シャチ             | 16頭 | 13   | 11着 |
| GI初騎乗   | 2020年12月20日 | 6回阪神6日目11R | 朝日杯フューチュリティステークス | ビゾンテノブファロ | 16頭 | 16   | 15着 |

### 年度別成績
| 年度   | 平地競走 | 平地競走 | 平地競走 | 平地競走 | 平地競走 | 平地競走 | 平地競走 |
| 年度   | 1着      | 2着      | 3着      | 騎乗数   | 勝率     | 連対率   | 複勝率   |
| ------ | -------- | -------- | -------- | -------- | -------- | -------- | -------- |
| 2018年 | 7        | 9        | 7        | 292      | .024     | .055     | .079     |
| 2019年 | 8        | 12       | 17       | 433      | .018     | .046     | .085     |
| 2020年 | 17       | 15       | 23       | 547      | .031     | .059     | .101     |
| 中央   | 32       | 36       | 43       | 1036     | .025     | .053     | .090     |

騎手名鑑 JRAを参照